# Anton August van Vloten

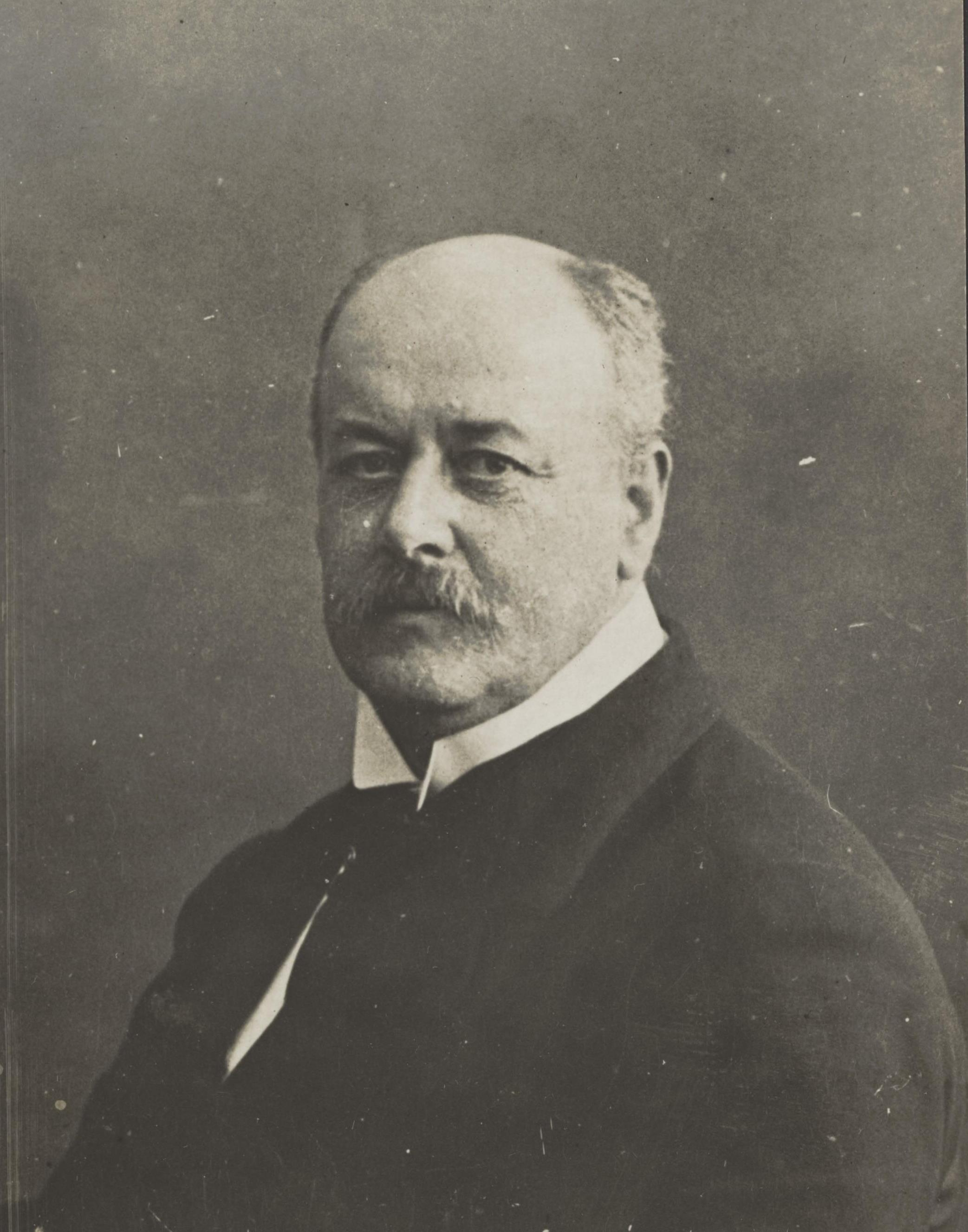
Anton August van Vloten in 1920

Anton August van Vloten (Paiton, Probolinggo, 1864 – Maarssen, 1920) was een Nederlands landbouwkundige. Hij was de stichter van de Maarsseveense Stoomzuivelfabriek en directeur van het Waterschap Bethune. Tevens was hij wethouder van Maarsseveen.

## Levensloop
Van Vloten was bekwaam in voor die tijd moderne landbouwtechnieken en richtte een boterfabriek op basis van stoomkracht op, de Maarsseveense Stoomzuivelfabriek. Dit werd echter een mislukking omdat de grond in de omgeving (in de Bethunepolder) te drassig was, wat de veeteelt waarvan de fabriek afhankelijk was bemoeilijkte en hij moest daarom veel geld uitgeven aan bemaling. Hierna probeerde hij het in de tuinbouw maar dat werd ook geen groot succes.
Van Vloten was gemeenteraadslid en wethouder in de gemeente Maarsseveen.